# La Riera
El cor de la ciutat Com si fos ahir
La Riera est une telenovela catalane diffusée sur la chaîne régionale TV3 de Televisió de Catalunya à partir du 10 janvier 2010. La série a débuté 16 ans après le lancement de sa première telenovela, Poblenou, remplaçant El cor de la ciutat qui s'était terminée un mois plus tôt,,.
Le 6 novembre 2015, Televisión de Cataluña a confirmé que la série s'arrêterait à la fin de la septième saison, mais le 30 mars 2016, elle a annoncé le renouvellement de la série pour une saison supplémentaire.
La Riera a fait ses adieux définitifs le 25 juin 2017, lors d'un grand gala sur les plateaux de TV3 avec tous les acteurs et producteurs de la série. Lors de ce gala, la série suivante a été dévoilée : Com si fos ahir.
La série a ensuite été diffusée sur À Punt et IB3.

## Synopsis
C'est l'histoire d'une famille qui tient un restaurant dans un village fictif de la région du Maresme, non loin de Barcelone. L'action commence lorsque le patriarche de la famille, Ignasi Guitart, réunit sa femme et ses enfants pour leur annoncer qu'il quitte le restaurant et qu'il quitte Sant Climent. Cette nouvelle, totalement inattendue pour tout le monde, provoque un bouleversement émotionnel et un changement des rôles au sein de la famille,. Les quatre fils (Claudi, Ernest, Lluís et Sergi) et la mère (Mercè) sont les personnages principaux autour desquels gravitent les principales intrigues.

## Épisodes et audience
| Saison | Épisodes    | Dates de diffusion                   | Audience      | Ref.   |
| ------ | ----------- | ------------------------------------ | ------------- | ------ |
| 1      | 1 - 131     | 10 janvier 2010 - 18 juillet 2010    | 366 000 19,3% | [ 9 ]  |
| 2      | 132 - 331   | 6 septembre 2010 - 17 juillet 2011   | 425 000 22,7% | [ 10 ] |
| 3      | 332 - 533   | 5 septembre 2011 - 15 juillet 2012   | 469 000 23,8% | [ 11 ] |
| 4      | 534 - 734   | 3 septembre 2012 - 15 juillet 2013   | 499 000 24,9% | [ 12 ] |
| 5      | 735 - 942   | 2 septembre 2013 - 20 juillet 2014   | 487 000 24,2% |        |
| 6      | 943 - 1156  | 1er septembre 2014 - 26 juillet 2015 | 497 000 24,8% |        |
| 7      | 1157 - 1344 | 7 septembre 2015 - 30 juillet 2016   | 384 000 21,8% |        |
| 8      | 1345 - 1534 | 5 septembre 2016 - 25 juillet 2017   | 321 000 18,8% |        |

## Distonctions
- 2010 - Prix Tàstum du Fòrum Agroalimentari de Catalunya[13].